# 热斯潘萨尔
热斯潘萨尔（法語：Gespunsart，法語發音：[ʒɛspœ̃saʁ]）是法国大東部大區阿登省的一个市镇，属于沙勒维尔-梅济耶尔区。

## 地理
热斯潘萨尔（49°49'18"N, 4°49'44"E）面积21.02 平方千米，位于法国大東部大區阿登省，该省份为法国北部内陆省份，西接埃纳省，南至马恩省，东临默兹省，北与比利时接壤。
与热斯潘萨尔接壤的市镇（或旧市镇、城区）包括：热尔内勒、拉格朗维尔、上河村、讷夫马尼勒、蒂莱、弗里涅欧布瓦。

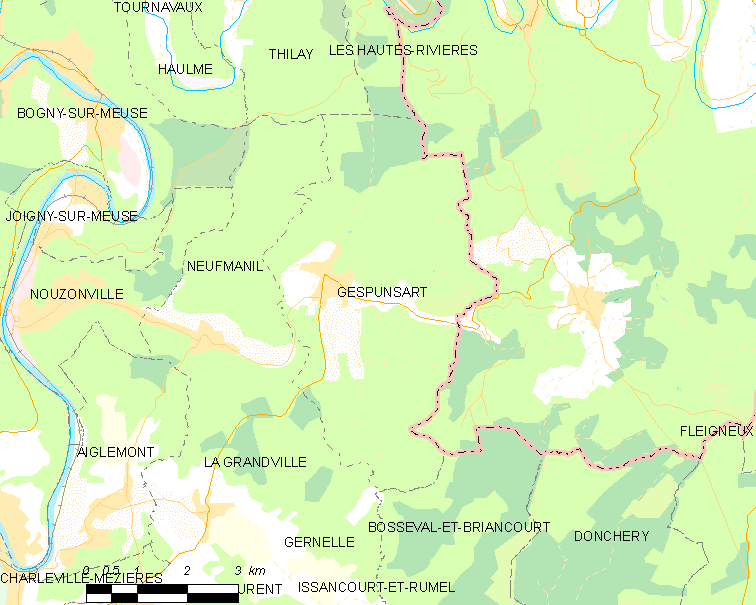
热斯潘萨尔的OSM定位图

热斯潘萨尔的时区为UTC+01:00、UTC+02:00（夏令时）。

## 行政
热斯潘萨尔的邮政编码为08700，INSEE市镇编码为08188。

## 政治
热斯潘萨尔所属的省级选区为维莱-瑟默斯县。

## 人口

1962-2008年间热斯潘萨尔人口变化图示

热斯潘萨尔于2022年1月1日时的人口数量为969人。